# MaggioDanza

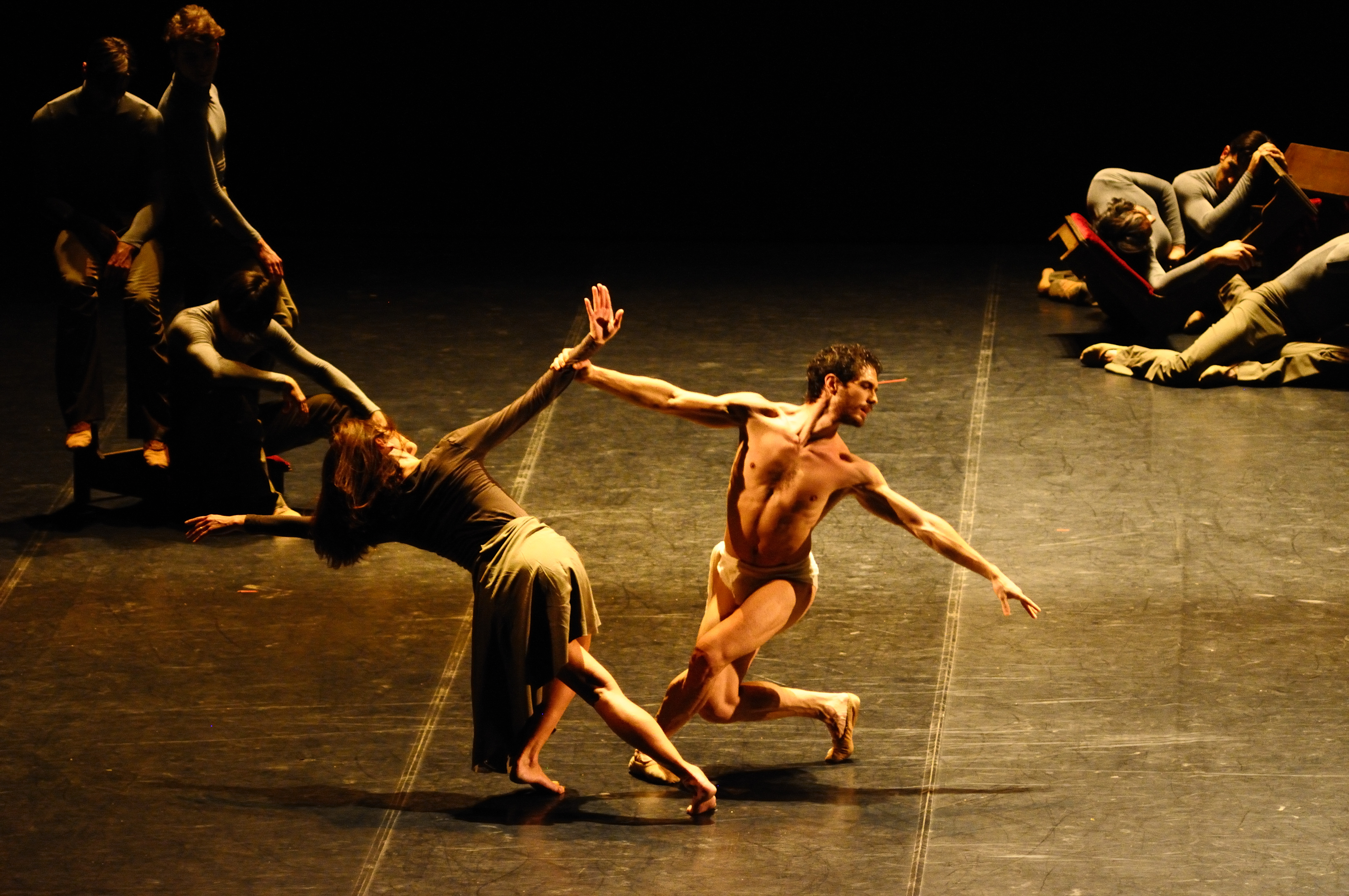
Il ballerino Alessandro Riga in Stabat Mater, diretto e coreografato da Francesco Ventriglia, al MaggioDanza del 2011.

MaggioDanza è la compagnia di danza del teatro del Maggio Musicale Fiorentino ed è stata una delle principali formazioni attive in Italia.

## La compagnia di danza del Maggio Musicale

### Origini
Il primo spettacolo della formazione che sarebbe poi divenuta il corpo di ballo del Maggio Musicale risale al 1933 ed è contestuale alla prima edizione del festival fiorentino. Angiola Sartorio, danzatrice ed insegnante presso la compagnia di Kurt Jooss, fu incaricata di realizzare le coreografie per il Sogno di una notte di mezza estate diretto da Max Reinhardt. In seguito all'ottima accoglienza riservata alle sue coreografie la danzatrice fondò, col proposito di formare professionisti da inserire nella compagnia del Maggio, la “Scuola di danza della città di Firenze”, in pratica la prima scuola italiana di danza moderna. Seguendo gli insegnamenti di Rudolf Laban, padre della danza moderna europea, Angiola Sartorio insegnava ai propri allievi non soltanto tecnica accademica, ma anche ginnastica ritmica, acrobatica, ed improvvisazione.

### Dagli anni Quaranta agli anni Settanta
Nel corso del ventennio 1940-1960 la personalità di riferimento per le produzioni di danza del Maggio Musicale è il coreografo Aurel Milloss, che a Firenze elabora la propria visione della danza come sintesi di stili del passato e del presente in una tecnica duttile ed universale. A partire dal 1950 il Maggio inizia a produrre spettacoli di danza indipendenti dalle opere liriche e nel 1966, in seguito allo straordinario successo delle coreografie del maestro ungherese, la direzione del festival riconosce la necessità di dotarsi di un gruppo stabile di danzatori. Il corpo di ballo del Maggio Musicale fiorentino debutterà nel 1967 con la riproposta del gran ballo Excelsior nella ricostruzione di Ugo Dell'Ara.

### Gli anni Ottanta
Nel 1978 la compagine è affidata al coreografo Evgenij Poljakov, che per alcuni anni ricopre il ruolo di maître. L'influente maestro russo invita a danzare negli spettacoli della compagnia le più importanti personalità della danza e del balletto, stelle di fama mondiale quali Pliseckaja, Makarova, Maksimova, Nureev, Baryšnikov, Bortoluzzi. Nel 1987, durante un biennio caratterizzato dalla direzione del ballerino Egon Madsen, il corpo di ballo interpreta davanti ad un pubblico di intenditori France Dance (1983) di William Forsythe, autore allora pochissimo conosciuto in Italia ed oggi fra i principali referenti della danza del XXI secolo.

## MaggioDanza: gli anni recenti

### Gli anni Novanta
Il nucleo attuale della compagnia è stato assemblato a partire dal 1988 da Poljakov, che in quell'anno ritorna a Firenze come responsabile del corpo di ballo. Oltre a rinnovarne l'organico il coreografo ribattezza la formazione con il nome di MaggioDanza. In continuità con l'impostazione che fu di Milloss, nell'ampio ed eclettico repertorio che Poljakov costituisce per MaggioDanza trovano finalmente spazio grandi autori poco o per niente visti in Italia, come Antony Tudor, Merce Cunningham, Maguy Marin o Bill T. Jones, nonché creazioni di coreografi contemporanei di fama mondiale come Stephen Petronio. Tra le prime assolute Il cappotto (1989) del coreografo danese Flemming Flindt con Nureev protagonista. Poljakov commissiona inoltre alcuni titoli ad innovativi artisti come Virgilio Sieni od Enzo Cosimi, inaugurando così una inedita e fruttuosa collaborazione con la scena indipendente italiana di danza contemporanea.
Dal 1996 al 1998 direttore della compagnia è Karole Armitage. La coreografa americana allestisce, tra gli altri spettacoli, The Predators' Ball (1996), che è presentato anche al Brooklyn Academy of Music di New York, e Apollo e Dafne (1997) con scene e costumi di James Ivory. Dal 1998 al 2003 alla direzione della formazione fiorentina si succedono Davide Bombana, Elisabetta Terabust e Florence Clerc. Risale al 2000 il debutto di Campi Magnetici, creazione del napoletano Paco Decina sulla musica composta appositamente dal popolare musicista Franco Battiato.

### Dal 2000 al 2015
Dal 2003 al 2007 direttore di MaggioDanza è il coreografo Giorgio Mancini. Oltre a creare per i danzatori fiorentini nuove coreografie, Mancini ha arricchito il repertorio della compagnia con storici capolavori di Balanchine e Limón, con opere di coreografi di fama internazionale – quali Uotinen, Parsons, Miller, Forsythe, Childs, Duato – e perfino con il tanztheater di Reinhild Hoffmann. A conclusione di una duratura collaborazione, la coreografa americana Lucinda Childs, fautrice di un neoclassicismo minimalista eppure sontuoso, ha regalato alla formazione due creazioni originali: Uccello di fuoco (2005) e Symphony of Psalms (2007).
Dal settembre del 2007 all'ottobre del 2010 MaggioDanza è stato guidato dal danzatore russo Vladimir Derevianko.
L'incarico è quindi affidato, fino a giugno 2013, al coreografo Francesco Ventriglia, che creato alcune novità ed ha reintrodotto nel repertorio titoli imprescindibili, quali Four Temperaments di Balanchine ed Annonciation di Preljocaj. Con le commissioni a Simona Bucci e al greco Andonis Foniadakis MaggioDanza ha anche rinnovato il suo dialogo con la coreografia d'autore.

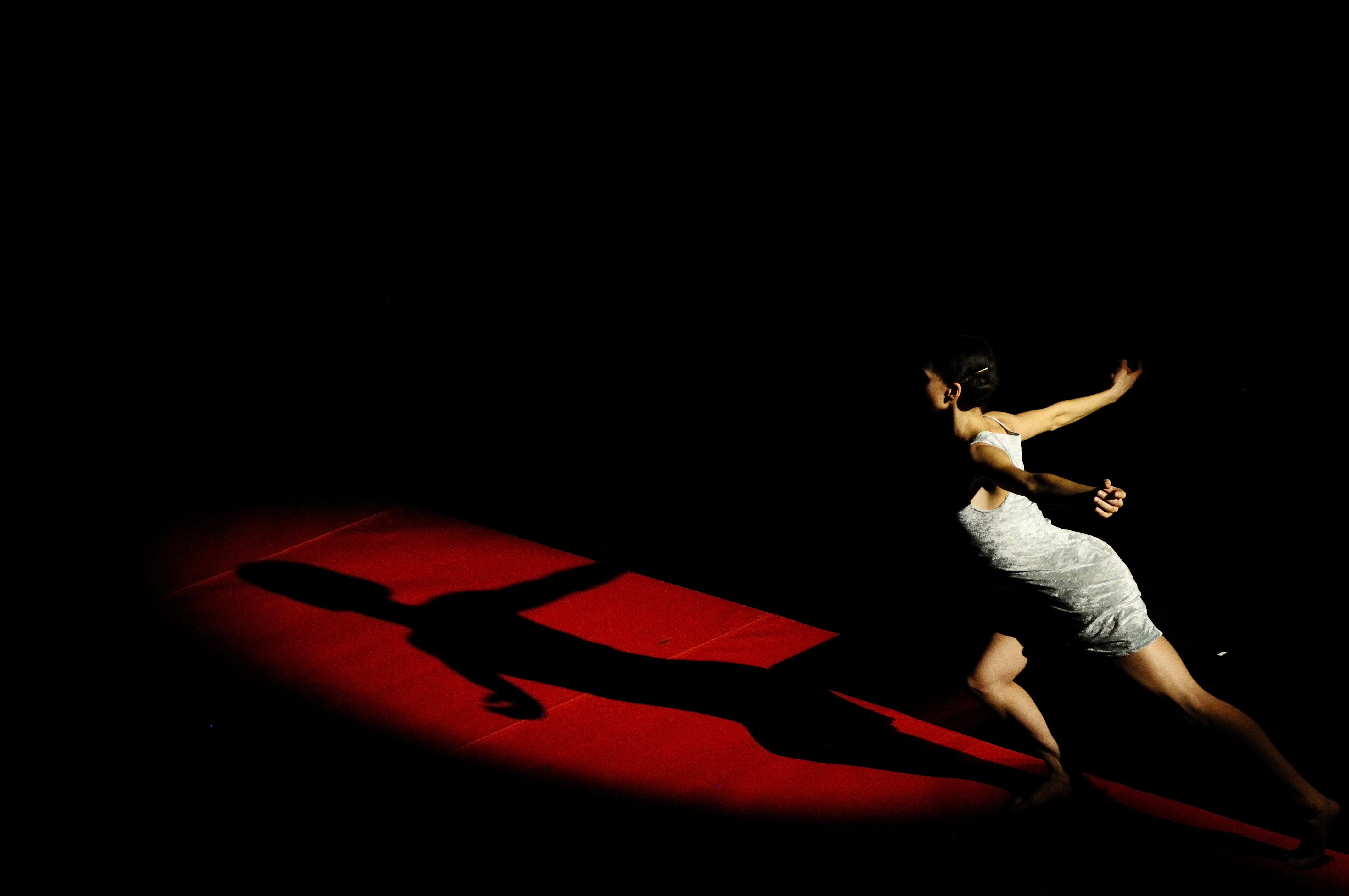
Annociation, coreografia Angelin Preljocaj, MaggioDanza (2011)

Nel corso delle ultime stagioni Maggiodanza ha perseguito con determinazione la sua missione di radicare nel Novecento coreografico innovazioni stilistiche di grande attualità. In questa prospettiva sono state portate in scena le Sechs Tänze di Kylián, e Verklärte Nacht (2012), cucito addosso a MaggioDanza da Susanne Linke, una delle personalità più celebrate del Tanztheater.

## Scioglimento
Con la 74ª edizione del Maggio Musicale fiorentino, nel 2015, la compagnia viene sciolta dal sovrintendente Francesco Bianchi, a causa di problemi finanziari dell'Opera del Maggio